# Paratoxopoda saegeri
Paratoxopoda saegeri är en tvåvingeart som först beskrevs av Vanschuytbroeck 1961.  Paratoxopoda saegeri ingår i släktet Paratoxopoda och familjen svängflugor.
Artens utbredningsområde är Kongo. Inga underarter finns listade i Catalogue of Life.